# Palača As-Salam
Palača as-Salam, prej dom nekdanjega iraškega predsednika Sadama Huseina v Bagdadu. Od leta 2012 je palača certificirana kot republiška palača.

## Zgodovina
Palača Al Salam stoji na mestu nekdanjega štaba Republikanske garde, ki je bil uničen v Puščavskem viharju. Gradnja je od takrat potekala in je bila dokončana v začetku leta 1999. Palačo As-Salam so prevzele koalicijske sile med invazijo na Irak leta 2003. Palača je bila močno poškodovana med kampanjo šoka in strahu, pri čemer je bila deležna več zračnih napadov. Palača je služila kot sedež skupne podporne skupine in je bila koalicijskim silam znana kot Camp Prosperity in Forward Operating Base (FOB) Prosperity.

## Opis
Palača As-Salam ima 200 sob s približno 93.000 m² površine. Obstaja šest nadstropij, od katerih so tri uporabne (druga služijo kot 'lažna tla') in dve veliki plesni dvorani. Notranjost palače je obložena z marmornimi tlemi, okrašenimi s stotisoči ročno rezanimi kosi, granitnimi stenami in stropi, okrašenimi tudi s tisoči ročno izrezljanih in intarziranih ročno poslikanih rož.
Palača je obdana z nizom kvadratnih ploščic z začetnicama Sadama Huseina (S & H); arabski črki sta Saad in Haa. Ploščice so jasno vidne z vrha palače. Iračani poročajo, da je bila kupola palače nekoč na vrhu s kipom Sadama v naravni velikosti.
Kamini okoli jezera pred palačo so pravzaprav zračniki, ki se uporabljajo za dovajanje svežega zraka v bunkerje pod jezerom. Bunkerji so zdaj nedostopni, saj so jih koalicijske sile poplavile in zaprle.
V kleti palače je vhod v enega od številnih betonskih tunelov, ki tečejo pod mestom Bagdad. Ti prezračevani tuneli so bili zgrajeni za dostop do drugih palač, vladnih objektov in bagdadskega mednarodnega letališča.

## Trenutna uporaba
Od aprila 2009 do januarja 2010 je FOB Prosperity vodila Joint Area Support Group - Central (JASG-C) 32. bojna ekipa pehotne brigade (IBCT) iz Wisconsina. Leta 2012 je FOB zasedla iraška vlada, ki je prevzela operacije po umiku ameriške vojske.